# Berno van Cluny

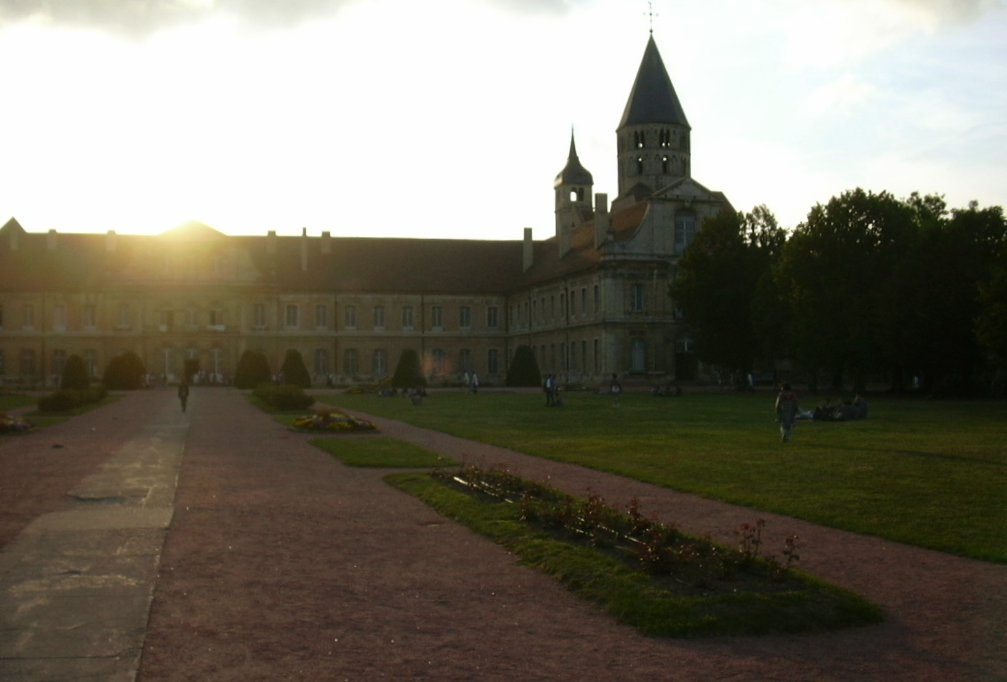
De abdij van Cluny

Berno van Cluny (ca. 850 - 13 januari 927) was abt van de abdij van Cluny van 910 tot aan 925.
Volgens de overlevering was Berno een zoon van Odon, een Bourgondische edelman. Deze Odon zou onderdak verleend hebben aan een kloostergemeenschap van benedictijnen afkomstig uit het klooster van Glanfeuil in Anjou, die door de Noormannen waren verdreven. Berno trad vervolgens zelf tot de orde toe en werd monnik in de abdij van Sint-Martinus in Autun. De familiebezittingen zou hij bij de dood van zijn vader aan het klooster in bruikleen hebben gegeven.
Berno werd in 886 naar de Sint-Pietersabdij van Baume-les-Messieurs gestuurd om daar abt te worden. Hij liet het klooster restaureren en hervormingen doorvoeren naar de regel van Benedictus. In 890 stichtte hij het klooster van Gigny in de Jura, op grond die in zijn familie toehoorde en twee andere kloosters, in Bourg-Dieu en Massay.
Berno werd rond 909 benaderd door Willem I van Aquitanië die hem voorstelde een nieuwe abdij te bouwen op zijn jachtgronden. De monniken die deze abdij zouden bewonen, zouden bidden voor Willem en voor zijn familie. Berno werd zo de eerste abt van de abdij van Cluny en plaatste de abdij onder de regel van Benedictus in de versie van Benedictus van Aniane. De orde van Cluny zou tussen 910 en 1200 uitgroeien tot een belangrijke politieke en religieuze beweging.
Toen Berno stierf, werden de bezittingen opgedeeld tussen de abt die hem opvolgde, Odo, en Vigo, een familielid van Berno.
Berno is heilig verklaard. Zijn naamdag is op 13 januari.